# Osvaldas Balakauskas
Osvaldas Balakauskas (Miliūnai, Lituânia, 19 de dezembro de 1937) é um compositor de música clássica e diplomata lituano.
Balakauskas graduou-se no Instituto Pedagógico de Vilnius em 1961 e assistiu às aulas de composição de Boris Lyatoshinsky no Conservatório de Kiev em 1969. De 1992 a 1994 foi embaixador da Lituânia em França, Espanha e Portugal.. Em 1996 foi galardoado com o Prémio Nacional da Lituânia, a maior distinção artística e cultural do país. Atualmente chefia o departamento de composição da Academia de Música e Teatro da Lituânia. A sua obra inclui sinfonias, concertos e música de câmara.

## Música
Balakauskas, nos seus primeiros anos de conservatório, foi por Karlheinz Stockhausen, Pierre Boulez, Iannis Xenakis e em particular por Anton Webern e Olivier Messiaen. Na década de 1960 desenvolveu o seu próprio sistema harmónico, o que o levou a um forte sentido de tonalidade, denominado 'Tonalidade Balakauskas'. Esta tonalidade é radicalmente diferente da atonalidade e do serialismo da Segunda Escola de Viena. O seu sistema harmónico emprega subconjuntos de doze notas e o uso simultâneo da terceira maior e menor, o que confere uma sensação de jazz, o que o compositor afirmou ser pura coincidência.
As suas mais importantes obras são a Sonata das montanhas inspirada nos quadros de Mikalojus Konstantinas Čiurlionis (1975), a Sinfonia No. 2 (1979), Opera Strumentale (1987) e as sinfonias No. 4 (1998) e No. 5 (2001).

## Obras
Artes cénicas
- Komunarų gatvė (Street of Communards), ópera de câmara (1977)
- Zodiakas (Zodiac), filme-ballet (1984)
- Makbetas (Macbeth), ballet (1988)
- La Lointaine, ópera de câmara (2002)

Orquestral
- Sinfonia No. 1 (1973)
- Sinfonia No. 2 (1979)
- Sinfonia No. 3 " Sinfonia Ostrobótnia", para orquestra de cordas (1989)
- Sinfonia No. 4 (1998), gravado por Naxos (8.557605, 2005)
- Sinfonia No. 5 (2001), gravado por Naxos (8.557605, 2005)
- Opera Strumentale (1987)

Concertante
- Concertino para piano e orquestra de cordas (1966)
- Ludus Modorum para violoncelo e orquestra de cámara (1972)
- Kalnų sonata (sonata das montanhas) para piano e orquestra (1975)
- Passio Strumentale para cuarteto de cuerda e orquestra (1980)
- Concerto para oboé, clavicórdio e orquestra de cuerda (1981)
- Sinfonia Concertante para violino, piano e orquestra (1982)
- Concerto RK para violino e orquestra de cámara (1997)
- Concerto Brio para violino e orquestra (1999)
- Capriccio para piano e orquestra (2004)
- Concerto para clarinete e orquestra de cordas (2008)
- Seasons para dois pianos e orquestra de cordas (2009)

Música de câmara
- Medis ir paukštė (A árvore e a ave) para viola e piano (1976)
- Do nata para violoncelo e viola (1982)
- Corrente para flauta, viola e piano (2005)
- Duo concertante para viola e piano (2007)
- Trio concertante para flauta, viola e piano (2008)

Coral
- Requiem in memoriam Stasys Lozoraitis (1995), grabado por Naxos (8.557604, 2004)